# Mihovil Nakić
Mihovil Nakić-Vojnović (cirílico:Миховил Накић-Војновић ) (Drniš, 31 de julho de 1955) é um ex-basquetebolista croata que integrou a seleção iugoslava que conquistou a medalha de ouro disputada nos XXIII Jogos Olímpicos de Verão em 1980 em Moscovo e medalha de bronze nos XXIII Jogos Olímpicos de Verão em 1984 em Los Angeles.